# Convento di San Pasquale (Faicchio)
Il convento di San Pasquale è una architettura religiosa sita nel comune di Faicchio.

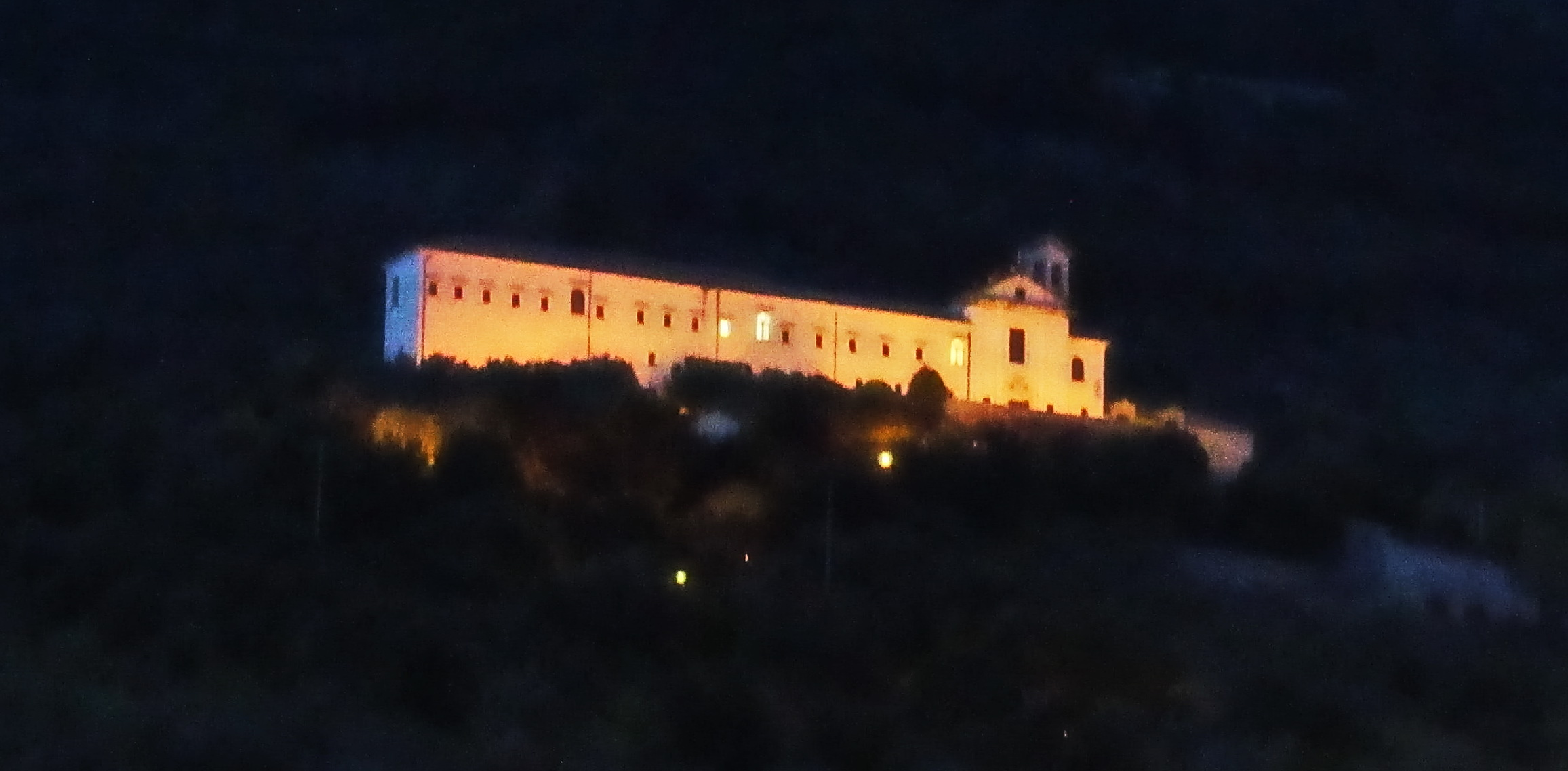

Vi è annessa la chiesa del SS. Salvatore.

## Storia
La chiesa era citata già all'epoca di mons. Savino nel 1589 ed era costituita da cinque altari mentre nel 1685 risultava essere arricchita di alcune cappelle laterali.
Il terremoto del 5 giugno 1688 distrusse l'edificio che venne subito ricostruito per poi essere rimaneggiata nella metà del XVIII secolo quando venne costruito il convento con una spesa di oltre 4.000 ducati ricavati dalle elemosine e dalle offerte. 
Nel XVIII secolo, vi posero stanza i padri Alcantarini. 
Durante la seconda guerra mondiale ha subito alcuni danni subito riparati.
Il convento, dal 2013, è sede della Comunità Emmanuel per il recupero di utenti affetti da dipendenze patologiche, pur restando proprietà dei Frati minori che non risiedono più nella struttura.

## Descrizione
Il convento è situato su un'altura che domina sul centro di Faicchio a circa 300 m s.l.m. ai piedi del Monte Monaco di Gioia. 
L'interno della Chiesa è tipicamente barocco, con affreschi settecenteschi incorniciati da stucchi dorati. 
La chiesa ha quattro cappelle laterali intitolate rispettivamente a: San Francesco d'Assisi, San Massimo, Vergine Addolorata e San Pasquale Baylon; in ogni cappella si trova la nicchia con la statua del rispettivo santo. 
Il soffitto a cassettoni ripete i colori e i motivi delle pareti. 
La via crucis è in ceramica di Cerreto Sannita come alcuni frammenti antichi inseriti nel pavimento della sacrestia. Da quest'ultima si accede alla parte più antica del complesso costituita dalle cappelle di Santa Barbara, Santa Caterina, Sant'Apollonia e Santa Marta.
Nel convento sono caratteristici il chiostro ed alcuni luoghi visitabili del piano terra.